# باغيات
باغيات أو قواقع البرميل الفقاعية (الاسم العلمي Acteonidae)، فصيلة حيوانات بحرية من الرخويات معديات الأرجل خلفيات الخياشيم. اجناسها وانواعها المعروفة عديدة، بعضها من متحجرات الأحقاب الثالثية والبعض الآخر معاصر منتشر في معظم بحار العالم. اصدافها متباينة الاشكال والأحجام، يكثر فيها الاهليلجي، جميعها مالسة، بعضها محلزن الاعقاب. الوانها زاهية متباينة تراوح من الأشقر إلى الجؤوي.